# Семиреченская область
Семиреченская область — административная единица в Российской империи, Советской России и СССР. Административный центр — г. Верный.
Область учреждена 11 (23) июля 1867 года. Областное правление открыто 19 февраля (2 марта) 1868 года. Высочайше утверждённым мнением Государственного совета от 31 марта (12 апреля) 1891 года была преобразована с передачей в ведение Степного генерал-губернаторства. 1 (13) июля 1899 года, согласно именному высочайшему указу Правительствующему сенату от 26 декабря 1897 (7 января 1898), передана в ведение Туркестанского генерал-губернаторства.
30 апреля 1918 года область стала частью Туркестанской АССР. 22 октября 1922 года Семиреченская область получила название Джетысуйская. 27 октября 1924 года в результате национально-территориального размежевания разделена. Северная часть области стала Джетысуйской губернией Киргизской АССР, южная — частью Кара-Киргизской АО, непосредственно подчинённой РСФСР.
Семиреченская область Российской империи с севера граничила с Семипалатинской областью, с юга и востока с китайскими владениями, с запада с Ферганской, Сыр-Дарьинской и Акмолинской областями.
Площадь — 402 200 км² (353 430 вёрст²).

## Органы власти

### Административное деление
В административном отношении Семиреченская область была учреждена в составе Туркестанского генерал-губернаторства в 1867 года. В начале XX века область делилась на 6 уездов:
| № | Уезд         | Уездный город          | Площадь, вёрст² | Население (1897), чел. |
| - | ------------ | ---------------------- | --------------- | ---------------------- |
| 1 | Верненский   | Верный (22 744 чел.)   | 58 330          | 223 883                |
| 2 | Джаркентский | Джаркент (16 094 чел.) | 5160            | 122 636                |
| 3 | Копальский   | Копал (6183 чел.)      | 69 100          | 136 421                |
| 4 | Лепсинский   | Лепсинск (3230 чел.)   | 87 080          | 180 829                |
| 5 | Пишпекский   | Пишпек (6615 чел.)     | 80 480          | 176 577                |
| 6 | Пржевальский | Пржевальск (8108 чел.) | 47 760          | 147 517                |

По состоянию на 1 октября 1921 года область в составе Туркестанской республики состояла из 7 уездов: Алма-Атинский (Верненский) (24 волости), Джаркентский (9 волостей), Каракольский (20 волостей), Капальский (Талды-Курганский) (14 волостей), Лепсинский (9 волостей), Нарынский (9 волостей), Пишпекский (10 волостей).
25 апреля 1922 года область переименована в Джетысуйскую («Семиреченская» на местном языке). 2 июня 1922 года Капальский уезд переименован в Талды-Курганский.
11 октября 1924 года в результате размежевания советских республик Средней Азии к Киргизской АССР отошли Алма-Атинский, Джаркентский, Талды-Курганский и Лепсинский уезды, а также три волости Пишпекского уезда. Каракольский, Нарынский уезд и Пишпекский уезды вошли в состав Кара-Киргизской АО.

### Военные губернаторы
| Ф. И. О.                        | Титул, чин, звание                | Время замещения должности |
| ------------------------------- | --------------------------------- | ------------------------- |
| Колпаковский Герасим Алексеевич | генерал-майор (генерал-лейтенант) | 14.07.1867—20.05.1882     |
| Фриде Алексей Яковлевич         | генерал-майор                     | 29.05.1882—21.05.1887     |
| Иванов Григорий Иванович        | генерал-майор (генерал-лейтенант) | 15.06.1887—23.10.1890     |
| Ионов Михаил Ефремович          | генерал-лейтенант (генерал-майор) | 24.10.1890—28.07.1907     |
| Покотило Василий Иванович       | генерал-лейтенант                 | 28.07.1907—22.11.1908     |
| Фольбаум Михаил Александрович   | генерал-лейтенант                 | 22.11.1908—22.10.1916     |
| Щербаков Николай Петрович       | генерал-майор                     | 19.11.1919—15.09.1922     |

### Помощники военного губернатора и председатели областного правления
| Ф. И. О.                      | Титул, чин, звание                                                                                  | Время замещения должности |
| ----------------------------- | --------------------------------------------------------------------------------------------------- | ------------------------- |
| Озеров Алексей Фёдорович      | полковник                                                                                           | 19.02.1868—28.11.1869     |
| Россицкий Евгений Андреевич   | действительный статский советник                                                                    | 28.11.1869—01.05.1877     |
| Эйлер Пётр Константинович     | генерал-майор                                                                                       | 05.10.1877—12.12.1880     |
| Щербинский                    | в звании камер-юнкера                                                                               | 12.12.1880—01.08.1881     |
| Аристов Николай Александрович | коллежский советник, исполняющий должность (утверждён 08.11.1881, действительный статский советник) | 01.08.1881—04.05.1889     |
| Трепов Владимир Фёдорович     | коллежский асессор, исполняющий должность (утверждён 13.06.1891, надворный советник)                | 04.05.1889—19.11.1892     |
| Каталей Пётр Иванович         | подполковник, исполняющий должность                                                                 | 28.11.1892—12.11.1893     |

### Вице-губернаторы
| Ф. И. О.                | Титул, чин, звание                                    | Время замещения должности |
| ----------------------- | ----------------------------------------------------- | ------------------------- |
| Каталей Пётр Иванович   | подполковник                                          | 12.11.1893—31.03.1894     |
| Осташкин Павел Петрович | коллежский асессор (действительный статский советник) | 31.03.1894—1917           |

## Символика
Герб области является косвенно-гласным.
- Герб области (изд. МВД, 1880)
- Герб области (изд. Сукачова, 1878)
- Современная прорисовка герба (2000-е годы)
- Герб столицы области города Верный, 1908

## Население
По переписи 1897 года в области было 987 863 жителей (529 215 мужчин и 458 648 женщин), из них в городах 62 974. В 1905 году население области составляло 1 070 600 человек.
Главную массу населения (по переписи 1897 года) составляли киргиз-кайсаки — 794 815 (80,46 %); великороссы — 76 839, таранчи — 55 999, малороссы — 18 611, сарты — 14 895, китайцы (видимо, большинство дунгане) — 14 130, поволжские татары (татары) — 8353.
Национальный состав в 1897 году:
| Уезд             | киргиз-кайсаки | великороссы | илийские уйгуры | малороссы | сарты  | китайцы | татары | калмыки |
| ---------------- | -------------- | ----------- | --------------- | --------- | ------ | ------- | ------ | ------- |
| Губерния в целом | 80,4 %         | 7,8 %       | 5,7 %           | 1,9 %     | 1,5 %  | 1,4 %   | …      | …       |
| Верненский       | 67,7 %         | 15 %        | 11,5 %          | …         | 2,6 %  | …       | …      | …       |
| Джаркентский     | 66,6 %         | 4,6 %       | 24,6 %          | …         | 0,83 % | 2,1 %   | …      | …       |
| Копальский       | 92,1 %         | 4,5 %       | …               | 1,8 %     | 0,24 % | …       | 1,2 %  | …       |
| Лепсинский       | 86,3 %         | 7,9 %       | …               | 4,3 %     | 0,14 % | …       | 1,1 %  | …       |
| Пишпекский       | 85,8 %         | 4,3 %       | …               | 2,6 %     | 2,4 %  | 4,3 %   | …      | …       |
| Пржевальский     | 87 %           | 6,4 %       | …               | 1,2 %     | 2,1 %  | 1,4 %   | …      | 1,1 %   |